# STS-73
STS-73 est la dix-huitième mission de la navette spatiale Columbia.

## Équipage
- Commandant : Kenneth D. Bowersox (3)  États-Unis
- Pilote : Kent V. Rominger  (1)  États-Unis
- Spécialiste de mission : Catherine G. Coleman (1)  États-Unis
- Spécialiste de mission : Michael López-Alegría (1)  États-Unis
- Spécialiste de la charge utile : Kathryn C. Thornton (4)  États-Unis
- Spécialiste de la charge utile : Fred W. Leslie (1)  États-Unis
- Spécialiste de la charge utile : Albert Sacco, Jr. (1)  États-Unis
  - Spécialiste de réserve de la charge utile : David H. Matthiesen (hu) (0)  États-Unis
  - Spécialiste de réserve de la charge utile : Ray Glynn Holt (hu) (0)  États-Unis

Entre parenthèses le nombre de vols spatiaux par astronaute (y compris la mission STS-73)

## Paramètres de mission
- Masse :
  - Poids total : ? kg
  - Charge utile : 15 250 kg
- Périgée : 241 km
- Apogée : 241 km
- Inclinaison : 39,0°
- Période orbitale : 89,7 min

## Objectifs
La mission STS-73 était une mission Spacelab.